# Kiriakoffalia lemairei
Kiriakoffalia lemairei är en fjärilsart som beskrevs av De Toulgoët 1976. Kiriakoffalia lemairei ingår i släktet Kiriakoffalia och familjen björnspinnare. Inga underarter finns listade i Catalogue of Life.